# Tepehua de Pisa Flores
Le tepehua de Pisa Flores est une langue totonaque parlée dans l'État de Veracruz, au Mexique.

## Classification
Le tepehua de Pisa Flores appartient, comme tous les parlers tepehuas (en), à la famille de langues amérindiennes des langues totonaques.
La langue est parlée à Pisa Flores, une localité située dans le municipio d'Ixhuatlán de Madero.